# Walt Shepard
Walter Shepard (* 3. Dezember 1982 in Yarmouth) ist ein US-amerikanischer Biathlet.
Walt Shepard startet für das Maine Winter Sports Center und wird von Nathan Alsobrook und Marty Hall trainiert. Er studiert Ökonomie am Bowdoin College. Shepard begann mit dem Biathlonsport im Alter von zwölf Jahren, nachdem er erstmals im Urlaub in Québec einen Biathlon-Wettbewerb gesehen hatte. Zunächst startete er für den Ethan Allen Biathlon Club in Jericho und ging später für ein Austauschjahr nach Schweden, um sich neben der Schule intensiv dem Biathlon zu widmen. 2001 konnte er erstmals an Juniorenweltmeisterschaften in Chanty-Mansijsk teilnehmen und erreichte einen 50. Platz im Einzel, sowie mit William Snellman, Lowell Bailey und Tim Burke Rang 12 im Staffelwettbewerb. Im Folgenden startete Shepard bei den Juniorenweltmeisterschaften in Ridnaun, wo er mit dem Rängen 14 im Sprint, 18 im Verfolgungsrennen und gemeinsam mit Burke, Evan Ray und Anders Osthus Siebenter im Staffelwettbewerb wurde. Zum dritten und letzten Mal trat Shepard 2003 in Kościelisko bei den Juniorenweltmeisterschaften an, konnte hier aber einzig einen 75. Platz im Sprint erreichen. 2003 startete er auch mehrfach im Junioren-Europacup und erreichte dabei mehrmals gute Top-20-Ergebnisse.
Seit 2005 tritt Shepard bei den Herren an. Zunächst lief er im Biathlon-Europacup und erreichte hier meist Platzierungen unter den Top 50, selten bessere. Zu seinem Karrierehöhepunkt bis dato wurden die Biathlon-Weltmeisterschaften 2005 in Hochfilzen. Shepard sollte am Einzel-Rennen teilnehmen, trat jedoch nicht an. Im Sprint erreichte er den 97. Rang. Zum Auftakt der Saison 2005/06 konnte erstmals bei einem reinen Weltcup starten. Wie schon bei den Weltmeisterschaften kam ein Start, nun der im Sprintwettbewerb, letztlich doch nicht zustande, doch lief er mit Jeremy Teela, Burke und Bailey den Staffelwettbewerb und wurde dort 18. Weitere Rennen folgten ohne nennenswerte Ergebnisse 2006 im Europacup. Die Teilnahme an den Olympischen Winterspielen 2006 in Turin verpasste Shepard und wechselte deshalb zurück in seine Heimat Maine.
Seit 2006 lief Shepard nur noch Rennen in Nordamerika. Hier kann er diverse Erfolge vorweisen. So gewann er bei den Nordamerikanischen Meisterschaften im Biathlon 2008 in Itasca den Titel im Verfolgungswettbewerb vor dem Kanadier Brendan Green, der ihn im Sprint und im Massenstartrennen jeweils auf die Silberplätze verwies. Im Biathlon-NorAm-Cup konnte er mehrfach Top-Platzierungen erreichen. Um sich seinen Traum von den Olympischen Spielen 2010 erfüllen zu können, pausiert Shepard 2009/10 mit dem Studium. Er verpasste den Olympiastart jedoch gegen Wynn Roberts. Dennoch verlief die Saison erfolgreich für Shepard. In der Gesamtwertung des NorAm-Cups 2009/10 wurde er Vierter, bei den Nordamerikanischen Meisterschaften im Biathlon 2010 belegte er hinter Casey Simons im Sprint und Roberts in der Verfolgung die Zweiten Plätze, im Massenstart wurde er Dritter. Bei den gleichzeitig durchgeführten US-Meisterschaften war er in allen drei Wettbewerben Zweiter, im Massenstart hinter Russell Currier.

## Biathlon-Weltcup-Platzierungen
Die Tabelle zeigt alle Platzierungen (je nach Austragungsjahr einschließlich Olympische Spiele und Weltmeisterschaften).
- 1.–3. Platz: Anzahl der Podiumsplatzierungen
- Top 10: Anzahl der Platzierungen unter den ersten zehn (einschließlich Podium)
- Punkteränge: Anzahl der Platzierungen innerhalb der Punkteränge (einschließlich Podium und Top 10)
- Starts: Anzahl gelaufener Rennen in der jeweiligen Disziplin

| Platzierung                    | Einzel | Sprint | Verfolgung | Massenstart | Staffel | Gesamt |
| ------------------------------ | ------ | ------ | ---------- | ----------- | ------- | ------ |
| 1. Platz                       |        |        |            |             |         |        |
| 2. Platz                       |        |        |            |             |         |        |
| 3. Platz                       |        |        |            |             |         |        |
| Top 10                         |        |        |            |             |         |        |
| Punkteränge                    |        |        |            |             | 1       | 1      |
| Starts                         |        | 1      |            |             | 1       | 2      |
| Stand: nach der Saison 2008/09 |        |        |            |             |         |        |